# Боцарис (станция метро)
Боцарис (фр. Botzaris) — станция линии 7bis Парижского метрополитена, расположенная в XIX округе Парижа. Названа по рю Боцарис, получившей своё название в честь героя борьбы за независимость Греции Маркоса Боцариса.

## История
Открыта 18 января 1911 года в составе ответвления от линии 7, вычлененного 3 декабря 1967 года в самостоятельную линию 7bis.
Пассажиропоток по станции по входу в 2011 году, по данным RATP, составил 1 096 111 человек. В 2013 году этот показатель снизился до 951 182 пассажиров (292 место по входному пассажиропотоку в Парижском метро)

## Особенности дизайна
Лестничные сходы были оформлены в стиле Эктора Гимара.

## Галерея
- Вывеска с названием станции
- Лестничный сход на рю Боцарис
- Платформа